# 柴书林
柴书林（1913年—1995年4月26日），河北省张北县馒头营村人。中国人民解放军开国少将。

## 生平
出身于地主家庭。在康保县柴家营和张北县城、张家口师范读书。1935年考入北平大学法商学院经济系，积极参加一二九运动，任北平学联组织部长。1936年8月加入中国共产党。
1937年11月，平津流亡同学会介绍到韩复榘的交通团二营某连三排任排长。1938年2月到延安。入抗大学习。1938年12月底毕业，随“东干队”到晋察冀边区，1939年2月任晋察冀军区第三军分区第12大队（第二十团）二营副教导员，1939年底任一营教导员，1941年任第20团、第5团的总支书记。为开辟察北新区，1943年11月任平北地委敌工部副部长。1945年初化名张志远，任张北县工委书记兼张北支队政委，开创了察北抗日根据地。1945年8月15日在张北县城与苏联红军会师。平北地委察蒙地分委副书记兼察蒙行政办事处主任、察蒙骑兵支队负责人。1946年10月8日，指挥守军在张北县城与突袭张家口的傅作义部主力血战。1948年2月，任冀热察军区冀察军分区参谋长。1949年3月任华北南下干部总队第四支队副司令员、皖南军区池州军分区副司令员兼参谋长。
中华人民共和国成立后，任华东军区干部部办公室主任、华东军区工程兵部副主任、南京军区工程兵副主任、上海铁路局军管会主任、1968年7月任南京长江大桥建桥工程指挥部总指挥，1968年9月30号南京长江大桥铁路桥试通车成功，1968年12月29号大桥全面贯通。上海警备区副司令员、上海市人防办公室主任、上海警备区正军职顾问。 
1955年被授予大校军衔，获二级独立自由勋章、二级解放勋章。1964年晋升少将。 

## 家人
- 祖父柴芝荣：1900年从天镇县迁至张北县馒头营村，后在张北西大淖和康保柴家营开荒4000多亩，大牲畜几十头。
- 大伯父柴森芳、二伯父柴生秀
- 父亲柴峻山
- 妻子李志平
- 儿子柴永生